# Tasmanoplectron
Tasmanoplectron is een geslacht van rechtvleugeligen uit de familie grottensprinkhanen (Rhaphidophoridae). De wetenschappelijke naam van dit geslacht is voor het eerst geldig gepubliceerd in 1971 door Richards.

## Soorten
Het geslacht Tasmanoplectron  is monotypisch en omvat slechts de volgende soort:
- Tasmanoplectron isolatum (Richards, 1971)